# Kationenaustausch
Unter dem Kationenaustausch versteht man den Austausch von an der Oberfläche von Bodenpartikeln bzw. Kolloiden gebundenen Kationen mit in der Bodenlösung gelösten Kationen. Tonminerale, Huminstoffe, einige eisen- und aluminiumhaltige Mineralien weisen negative Ladungen auf, an die sie Kationen des Bodenwassers locker binden und somit beispielsweise Nährstoffe vor Auswaschung bewahren können. Der Kationenaustausch ermöglicht somit ein dynamisches Gleichgewicht zwischen den Kationen der Bodenlösung und negativ geladenen Bodenteilchen, wobei ein Kation umso stärker an eine negativ geladene Partikeloberfläche gebunden wird, je höher dessen Wertigkeit ist. Das Maß für die Fähigkeit zum Kationenaustausch ist die Kationenaustauschkapazität.